# 西フランク王国

西フランク王国
Francie occidentale

西フランク王国の位置（843年）

西フランク王国（にしフランクおうこく、ラテン語: Francie occidentale、ドイツ語: Westfrankenreich）は、西ヨーロッパにかつて存在した王国（843年 - 987年）である。フランス王国の原型にあたる。

## 歴史
カール大帝が西ヨーロッパを統一したフランク王国も、大帝の死後は早くから内部紛争により国家分裂の危機が生じていた。帝国分裂を防ぐため、度々帝国整理令が出されるが効果は上がらず、843年、皇帝ルートヴィヒ1世（ルイ1世）の死後、彼の3人の遺児が帝国を分割統治し、ヴェルダン条約により、正式に帝国は分裂した。帝国西部の旧ローマ属州ガリア地方に西フランク王国が、イタリア半島北部を中心に中部フランク王国（ロタール相続領）が、そして帝国東部のゲルマニア地方に東フランク王国が成立した。
西フランク王国の初代はシャルル2世（カール2世）で、禿頭王とも呼ばれる。地方分権化が進み、王権は当初から弱体で、このことは後のフランス諸王朝の悩み種となる。
987年にルイ5世（ルートヴィヒ5世）が夭折すると、カロリング家のシャルルを抑えてカペー家のユーグ・カペーが西フランク王に選出された。これ以後カロリング家からは王位に選出される者が現れなかったため、これをもってカロリング朝は断絶したとみなされている。以後の西フランク王国は歴史学的にはフランス王国と呼ばれる。

## 歴代国王
1. シャルル2世（843年 - 877年）
2. ルイ2世（877年 - 879年）
3. ルイ3世（879年 - 882年、カルロマン2世と共同統治）
4. カルロマン2世（879年 - 884年、882年までルイ3世と共同統治）
5. カール3世（884年 - 887年）
6. ウード（888年 - 898年、893年からシャルル3世と共同統治）
7. シャルル3世（893年 - 923年、898年までウードと共同統治）
8. ロベール1世（922年 - 923年）
9. ラウール（923年 - 936年）
10. ルイ4世（936年 - 954年）
11. ロテール（954年 - 986年）
12. ルイ5世（986年 - 987年）